# Sarax willeyi
Espèce
Sarax willeyi est une espèce d'amblypyges de la famille des Charinidae.

## Distribution
Cette espèce est endémique de Nouvelle-Bretagne en Papouasie-Nouvelle-Guinée,.

## Description
Les mâles mesurent de 4,00 à 6,20 mm et les femelles de 4,04 à 6,95 mm.
La carapace de la mâle décrit par Miranda, Giupponi, Prendini et Scharff en 2021 mesure 3,60 mm de long sur 4,96 mm et celle de la femelle 4,31 mm de long sur 5,94 mm.

## Étymologie
Cette espèce est nommée en l'honneur d'Arthur Willey.

## Publication originale
- Gravely, 1915 : « A revision of the Oriental subfamilies of. Tarantulidae (order Pedipalpi). » Records of the Indian Museum, vol. 11, p. 433–455 (texte intégral).